# Bodies Without Organs
Bodies Without Organs, là nhóm nhạc của Thụy Điển, gồm có Alexander Bard, Martin Rolinski và Marina Schitjenko. Những người liên quan đến nhóm như Jean_Pierre Barda (từ Army of Lovers) và Anders Hansson.
BWO được thành lập năm 2003. MArtin Rolinski đến từ Gothengurn, là một tài năng tennis vô danh, bỗng nhiên trở thành ca sĩ trong seri truyền hình thực tế tìm kiếm tài năng âm nhạc Popstar. Anh không phải là người thắng cuộc nhưng có rất nhiều người mến mộ, nhất là sau này cùng nhóm BWO. 